# Aféresis (fonética)
Aféresis (del griego ἀφαίρεσις «quitar, llevarse» aphaeresis) es la pérdida de un sonido o grupo de sonidos al comienzo de una palabra. Esta puede darse en la evolución patrimonial de una palabra, por ejemplo, del latín al español:
lectorile > letril > latril > atril.
La aféresis puede ser de una letra inicial;  por ejemplo, la pérdida de la p en la palabra psicología > sicología.
Más concretamente, la aféresis es un metaplasmo donde se produce la pérdida o desaparición de uno o varios fonemas o sílabas al principio de algunas palabras (cuando la pérdida se produce al final de la palabra se denomina apócope, y si la pérdida tiene lugar en medio de la palabra se llama síncopa).

## Aféresis en poesía
La aféresis es un recurso poético consistente en la supresión de una sílaba al principio de una palabra. Este recurso era habitual en la poesía en español hasta el Romanticismo, y muy usado en el Siglo de Oro ya que la exigencia métrica en las distintas estrofas conllevaba a este tipo de licencias y libertades. Con el tiempo cayó en desuso y hoy en día es muy raro encontrarla; constituye, cuando se da, un rasgo de extrañamiento más que un recurso métrico.